# 阿纳斯塔西奥斯·西季罗普洛斯
阿纳斯塔西奥斯·西季罗普洛斯（希臘語：Αναστάσιος "Τάσος" Σιδηρόπουλος，羅馬化：Anastasios "Tasos" Sidiropoulos，1979年8月9日—），昵称塔索斯，希腊足球裁判、警察，生于兹拉马。西季罗普洛斯2001年起担任足球裁判。2009年9月27日希臘足球超級聯賽埃尔格特利斯4比0击败潘斯拉基科斯的比赛是他第一次在希腊顶级联赛担任主裁判。2011年，西季罗普洛斯成为FIFA国际裁判。2014年9月17日欧冠联赛小组赛毕尔巴鄂竞技主场0比0战平顿涅茨克矿工的比赛，西季罗普洛斯首次出任欧冠联赛主裁判。2017年3月7日，他首次出任欧冠联赛淘汰赛主裁判，执法了十六强阶段阿森纳主场1比5不敌拜仁慕尼黑的比赛。西季罗普洛斯尚无执法欧洲杯、世界杯的经历。